# 北南阳郡
北南阳郡，中国南北朝时设置的郡。
北魏孝昌年间，改宣义郡置北南阳郡。治所在北平县（今河南省方城县东南），辖境相当今河南省方城县一带，为襄州的州治。东魏沿置，北齐废除北南阳郡。